# Tartufo (televisieprogramma)
Tartufo was een televisieprogramma dat werd gepresenteerd door Donaat Deriemaeker. Het liep van 1994 tot 1996 op de BRTN. De presentator verraste nietsvermoedende bruidsparen en jubilerende echtparen tijdens hun feest en nodigde hen uit in de opnamestudio, waar zij de strijd met elkaar aangingen in een spelletjesshow.